# Efemeride
Efemeríde (starogrško ἐφημερίς: ephēmerís – dnevno, latinsko ephemeris – dnevnik) so tabele s podatki o legi nebesnih teles v odvisnosti od časa. Včasih so astronomi efemeride preračunavali ročno, danes si pomagajo z ustreznim programjem. Večinoma gre za podatke o planetih in večjih telesih v Osončju. Za zvezde se v ta namen izdajajo zvezdni katalogi.